# Великобірківська селищна рада
Великобі́рківська се́лищна ра́да — адміністративно-територіальна одиниця та орган місцевого самоврядування в Тернопільському районі Тернопільської області. Адміністративний центр — селище міського типу Великі Бірки.

## Загальні відомості
Великобірківська селищна рада утворена в 1978 році.
- Територія ради: 15,175 км²
- Населення ради: 3 429 осіб (станом на 1 січня 2011 року)

## Населені пункти
Селищній раді підпорядковані населені пункти:
- смт Великі Бірки

## Географія
Географічні координати 49°31′0″ пн. ш. 25°45′0″ сх. д. / 49.51667° пн. ш. 25.75000° сх. д.
Великобірківська селищна рада межує з:
- Романівською сільрадою на сході
- Малоходачківською сільрадою на південному сході та півдні
- Дичківською сільрадою на південному заході
- Смиковецькою сільрадою на північному заході
- Ступківською сільрадою району на півночі

Територією ради протікають річки Гнізна Гнила, Гніздечна, Теребна.
Через територію Великобірківської селищної ради проходять, межують:
автошляхи:

межують:
- Стрий — Тернопіль — Кропивницький — Знам'янка — E50, М12.
- Тернопіль — Скалат — Гримайлів — Гусятин — Т 2002[2]

проходять:
- Товстолуг — Соборне — С201502[3]
- (Тернопіль-Жванець) — Великі Бірки — С201515[2]

залізниці:
- Залізнична станція Бірки Великі (станція) на лінії Львів — Красне — Тернопіль — Хмельницький — Жмеринка
- Тернопіль — Бірки Великі — Скалат.

## Рекреація
У віданні селищної ради перебувають:
- Гідрологічний заказник місцевого значення «На куті»;
- Ландшафний заказник місцевого значення «Головачеве»;
- Ботанічна пам'ятка природи місцевого значення «Лиса гора»;
- захисні лісові насадження «Карчинська стінка»;
- захисні лісові насадження «На куті»;
- захисні лісові насадження «Загребельська стінка».

## Склад ради
За результатами місцевих виборів 2015 року:

Селищний голова: Мацелюх Роман Євгенович

### Селищні голови попередніх скликань
| Прізвище, ім'я, по батькові   | Основні відомості | Дата обрання | Дата звільнення |
| ----------------------------- | --- | ------------ | --------------- |
| Хом'як Микола Іванович        | Селищний голова, (1946—2020), освіта середня, I скликання (1991—1992)                                                             | 10.03.1989   | 22.01.1992      |
| Понита Теодозій Володимирович | Селищний голова, 1951 року народження, освіта вища, I скликання (1992—1994)                                                       | 22.01.1992   | 07.07.1994      |
| Мацелюх Роман Євгенович       | Селищний голова, 1961 року народження, освіта вища, II скликання (1994—1998), III скликання (1998—2002), IV скликання (2002—2006) | 07.07.1994   | 07.04.2006      |
| Данікова Оксана Ярославівна   | Селищний голова, 1955 року народження, освіта вища, V скликання (2006—2010)                                                       | 07.04.2006   | 09.11.2010      |
| Мацелюх Роман Євгенович       | Селищний голова, 1961 року народження, освіта вища, безпартійний, VI скликання (2010—2015)                                        | 09.11.2010   | 03.11.2015      |
| Мацелюх Роман Євгенович       | Селищний голова, 1961 року народження, освіта вища, член партії Блок Петра Порошенка «Солідарність», VII скликання (2015—2020)    | 03.11.2015   | 20.01.2020      |

Примітка: таблиця складена за даними сайту Верховної Ради України та ЦВК з доповненнями

### Депутати

#### VII скликання (2015—2020)
Рада VII скликання (2015—2020) складається з 14 депутатів і селищного голови.

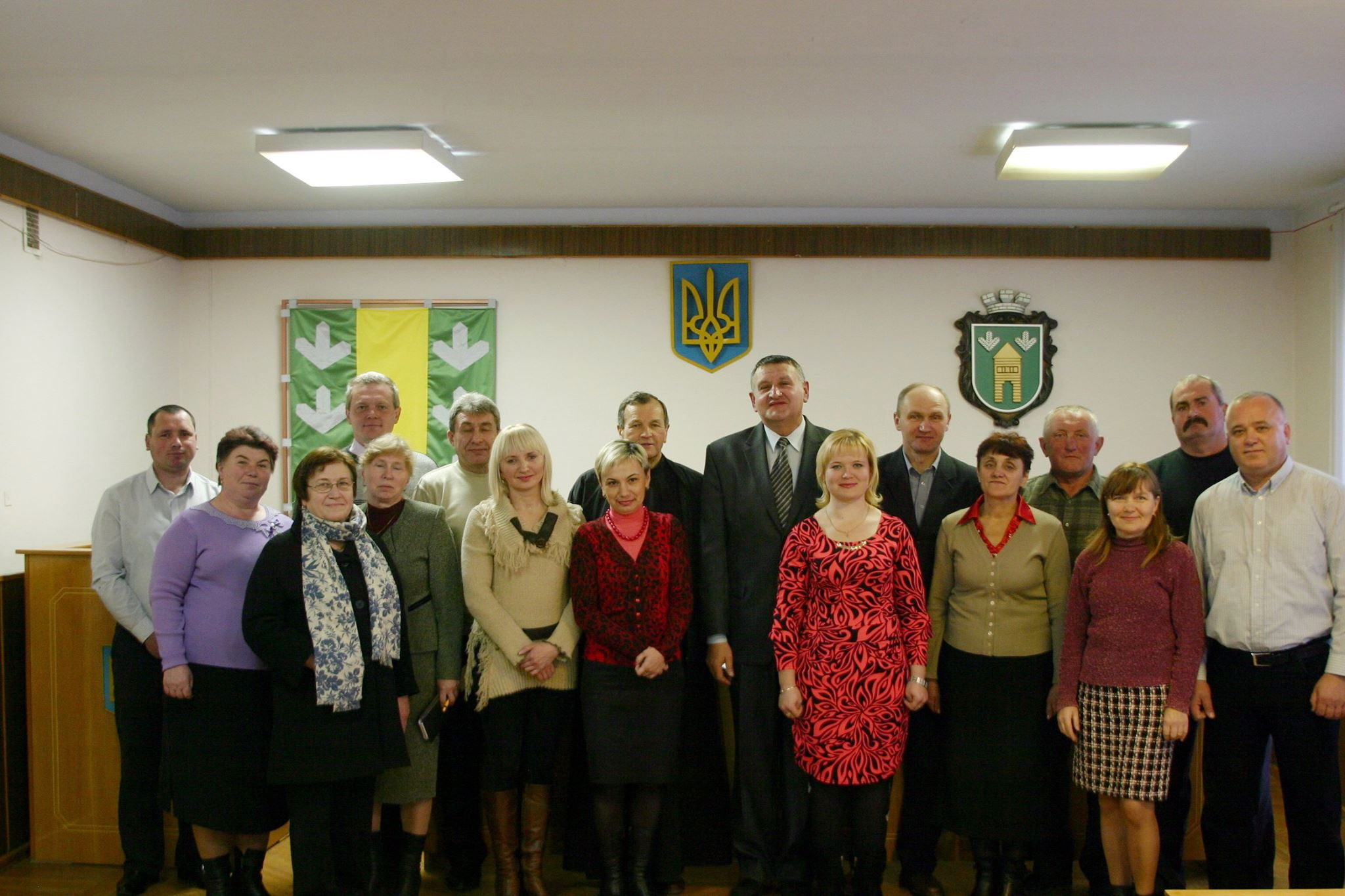
Депутати Великобірківської селищної ради VII скликання. 2015.

За результатами місцевих виборів 2015 року:
- Кількість мандатів: 14
- Кількість мандатів, отриманих за результатами виборів: 14

##### За суб'єктами висування
| Суб'єкт висування | Кількість обраних депутатів | %   |
| ----------------- | --------------------------- | --- |
| Самовисування     | 14                          | 100 |

##### За округами
| № округу      | Прізвище, ім'я, по батькові  | Дата визнання обраним | Освіта             | Партійна приналежність | Відомості про обраного депутата                          |
| ------------- | ---------------------------- | --------------------- | ------------------ | ---------------------- | -------------------------------------------------------- |
| Самовисування |                              |                       |                    |                        |                                                          |
| 1             | Дроб Ярослава Євгенівна      | 25.10.2015            | середня спеціальна | позапартійна           | Великобірківський ДНЗ ясла-сад, техпрацівник             |
| 2             | Луків Ольга Іванівна         | 25.10.2015            | нез. вища          | позапартійна           | Великобірківський ДНЗ ясла-сад, завідувачка              |
| 3             | Стрельцов Петро Віталійович  | 25.10.2015            | загальна середня   | позапартійний          | КП «Добробут» Великобірківської селищної ради, начальник |
| 4             | Шараварник Галина Дмитрівна  | 25.10.2015            | вища               | позапартійна           | Тернопільська ЦРЛ смт. В.Бірки, лікар-педіатр            |
| 5             | Радчук Марія Богданівна      | 25.10.2015            | вища               | позапартійна           | Пенсіонер                                                |
| 6             | Геличак Микола Миколайович   | 25.10.2015            | вища               | позапартійний          | Тимчасово не працює                                      |
| 7             | Злонкевич Павло Іванович     | 25.10.2015            | загальна середня   | позапартійний          | Тимчасово не працює                                      |
| 8             | Матвєєва Тамара Іванівна     | 25.10.2015            | вища               | позапартійна           | Великобірківська спелищна рада, секретар                 |
| 9             | Попко Віктор Анатолійович    | 25.10.2015            | вища               | позапартійний          | ТОВ Агромашсервіс, директор                              |
| 10            | Гаврилюк Світлана Василівна  | 25.10.2015            |                    | позапартійна           | Приватний підприємець                                    |
| 11            | Сум Володимир Адамович       | 25.10.2015            | середня спеціальна | позапартійний          | Великобірківська селищна рада, Доглдач кладовища         |
| 12            | Вівчар Володимир Зіновійович | 25.10.2015            | загальна середня   | позапартійний          | Тимчасово не працює                                      |
| 13            | Стрілковський Ігор Карлович  | 25.10.2015            | загальна середня   | позапартійний          | КП «Добробут» Великобірківської селищної ради, майстер   |
| 14            | Лиса Наталія Любомирівна     | 25.10.2015            | вища               | позапартійна           | ТОВ Хлібодар, Оператор                                   |

#### VI скликання (2010—2015)
За результатами місцевих виборів 2010 року:
- Кількість мандатів: 20
- Кількість мандатів, отриманих за результатами виборів: 19
- Кількість мандатів, що залишаються вакантними: 1

##### За суб'єктами висування
| Суб'єкт висування                                       | Кількість обраних депутатів | %    |
| ------------------------------------------------------- | --------------------------- | ---- |
| Самовисування                                           | 15                          | 78,9 |
| Українська Народна Партія                               | 3                           | 15,8 |
| Політична партія Всеукраїнське об'єднання «Батьківщина» | 1                           | 5,3  |

##### За округами
| № округу                                                | Прізвище, ім'я, по батькові    | Дата визнання обраним | Освіта             | Партійна приналежність                        | Відомості про обраного депутата                                                |
| ------------------------------------------------------- | ------------------------------ | --------------------- | ------------------ | --------------------------------------------- | ------------------------------------------------------------------------------ |
| Політична партія Всеукраїнське об'єднання «Батьківщина» |                                |                       |                    |                                               |                                                                                |
| 4                                                       | Стрельцов Петро Віталійович    | 31.10.2010            | середня спеціальна | член Всеукраїнського об'єднання «Батьківщина» | ТОВ «Українські технологічні системи», енергетик                               |
| Українська Народна Партія                               |                                |                       |                    |                                               |                                                                                |
| 5                                                       | Понита Ярослав Теодозійович    | 31.10.2010            | вища               | член Української Народної Партії              | тимчасово не працює                                                            |
| 18                                                      | Миколаїшин Іван Богданович     | 31.10.2010            | вища               | член Української Народної Партії              | Тернопільська комунальна лікарня швидкої допомоги, лікар                       |
| 19                                                      | Ковч Любомир Петрович          | 31.10.2010            | вища               | член Української Народної Партії              | приватний підприємець                                                          |
| Самовисування                                           |                                |                       |                    |                                               |                                                                                |
| 1                                                       | Дорош Леся Михайлівна          | 31.10.2010            | середня            | позапартійна                                  | тимчасово не працює                                                            |
| 2                                                       | Кметь Любов Вікторівна         | 31.10.2010            | середня            | позапартійна                                  | Великобірківська селищна рада, спеціаліст ІІ категорії                         |
| 3                                                       | Луків Ольга Іванівна           | 31.10.2010            | вища               | позапартійна                                  | Великобірківський дитячий ясла-сад, завідувачка                                |
| 6                                                       | Митко Ігор Григорович          | 31.10.2010            | середня спеціальна | позапартійний                                 | приватний підприємець                                                          |
| 7                                                       | Матвєєва Тамара Іванівна       | 31.10.2010            | вища               | позапартійна                                  | Великобірківська спелищна рада, секретар                                       |
| 8                                                       | Партика Ольга Романівна        | 31.10.2010            | середня спеціальна | позапартійна                                  | Великобірківський дитячий ясла-сад, вихователь                                 |
| 10                                                      | Сентик Микола Васильович       | 31.10.2010            | середня спеціальна | позапартійний                                 | пенсіонер                                                                      |
| 11                                                      | Ходань Володимир Володимирович | 31.10.2010            | середня спеціальна | позапартійний                                 | ПП «Великі Бірки водоканал», майстер                                           |
| 12                                                      | Михальчук Богдан Антонович     | 31.10.2010            | середня спеціальна | позапартійний                                 | тимчасово не працює                                                            |
| 13                                                      | Шараварник Галина Дмитрівна    | 31.10.2010            | вища               | позапартійна                                  | Тернопільська ЦРЛ смт. В.Бірки, лікар-педіатр                                  |
| 14                                                      | Паперовський Богдан Євгенович  | 31.10.2010            | вища               | позапартійний                                 | пенсіонер                                                                      |
| 15                                                      | Касіян Сергій Ігорович         | 31.10.2010            | вища               | позапартійний                                 | Великобірківська загальноосвітня школа І-ІІІ ст. гімназія ім. С.Балея, вчитель |
| 16                                                      | Сум Володимир Адамович         | 31.10.2010            | середня спеціальна | позапартійний                                 | ПП «Скорпіон-пульс», вартівник                                                 |
| 17                                                      | Гоцко Андрій Михайлович        | 31.10.2010            | вища               | позапартійний                                 | приватний підприємець                                                          |
| 20                                                      | Литвин Олена Зіновіївна        | 31.10.2010            | вища               | позапартійна                                  | Тернопільська обласна державна адміністрація, бухгалтер                        |

## Історія
Упродовж XX століття голови села мали такі назви: «війт», «солтис», голова ревкому, голова сільської ради, голова селищної ради, селищний голова.

### Австро-Угорщина
Війти:
- Матві́й Балабан — обраний громадою в 1911 р.

### ГСРР
Голова сільського ревкому:
- Кароль Дудар — 15 серпня — 23 вересня 1920

### Друга Річ Посполита
Під час польської окупації війтами були:

### Німецька окупація Західної України
Старости села::
- Данило Балабан — 1941—1943
- Володимир П'ятничка — волосний старшина Великобірківської гміни (1941 — березень 1944).

### Радянський період
УРСР  
Голови Великобірківської сільської ради:
| Прізвище, ім'я, по батькові                | Термін повноважень                 | Скликання |
| ------------------------------------------ | ---------------------------------- | --------- |
| Кузьма Василь Васильович (1904—1966)       | березень 1944 — січень 1946        |           |
| Балабан Степан Павлович (1886—1957)        | січень 1946 — квітень 1946         |           |
| Худзій Йосип Павлович (1911—1948)          | травень 1946 — грудень 1948        |           |
| Махінка Віктор Степанович (1916—1995)      | січень 1949 — 10 квітня 1949       |           |
| Яковлєв Сергій Федорович (1921—1988)       | квітень 1949 — червень 1949        |           |
| Конопацький Микола Михайлович              | липень 1949 — грудень 1950         |           |
| Мацелюх Михайло Семенович (1913—1987)      | січень 1951 — лютий 1956           |           |
| Ясінський Дмитро Петрович                  | березень 1956 — лютий 1957         |           |
| Гончаров Володимир Миколайович (1924—2000) | березень 1957 — лютий 1963         |           |
| Івченко Віра Григорівна (1914—1982)        | березень 1963 — жовтень 1963       |           |
| Мацелюх Євген Романович (1927—1988)        | 28 жовтня 1963 — 25 травня 1967    |           |
| Машталір Віра Петрівна (1939—1999)         | червень 1967 — 21 серпня 1969      |           |
| Мацелюх Євген Романович (1927—1988)        | 21 серпня 1969 — 22 червня 1977    |           |
| Крохмальна Марія Юрівна (1943—2010)        | 22 червня 1977 — 21 листопада 1986 |           |
| Смільський Михайло Мар'янович (1945—2008)  | 1 лютого 1987 — 10 березня 1989    |           |